# Avhopparverksamhet för gängmedlemmar i Sverige
En avhoppare är en person som valt att lämna någon form av organiserad brottslighet och som anses vara i behov av stöd och skydd från samhället. Sverige har under de senaste decennierna fått en markant ökning av brottsligheten, både i de stora städerna samt i mindre orter. De kriminella gängen ökar i antal, och det gör även dess medlemmar. Som en följd av detta har även antalet avhoppare ökat och därmed utvecklingen av stöd till dessa, avhopparverksamhet.

## Tillväxten av gängmedlemmar (bakgrund)
Polismyndigheten gick våren 2021 ut med en rapport som innefattade att det i slutet av 2021 fanns 8 233 individer som utpekades som gängkriminella i Sverige, varav 1 202 av dessa var minderåriga. Justitieminister Gunnar Strömmer ansåg våren 2023 att det ingick ungefär 30 000 gängkriminella i de kriminella gängen i Sverige, men några bidrar på mindre sätt och faller därefter utanför lagstiftningen och endast en minoritet utför de grövsta brotten. Tillväxten av gängmedlemmar ökade markant, antalet steg  med mer än tre gånger på två år. Nyrekryteringen gick snabbt och enligt en studie från brottsförebyggande rådet utnyttjar de äldre gängmedlemmarna barnen (12–15 år) i området, och använde dem som billig arbetskraft. Barnen kunde bli uppsökta av de andra gängmedlemmarna. I riskzonen var de som redan hade vänner och bekanta inom de kriminella nätverken. Barnen kunde även själva uppsöka gängen bovete en önskan om att få bli en del av dem.
Det var svårt att säga varför denna nyrekrytering var så enkel för gängen. I en studie gjord av Hanna Christoffersen 2014 intervjuade hon före detta gängmedlemmar om valet att bli en del av gängen och konsekvenserna av att lämna den livsstilen. En gemensam faktor för alla deltagare var att droger var en del av deras liv och bidrog till valet. Längtan efter samhörighet, brödraskap, och även acceptans var anledningar för många av dem som intervjuades. Individer som befinner sig i utsatta miljöer och situationer, i det här fallet drogmissbrukare, sökte sig till andra med liknande historier och vardag. Många av dem som var med i studien erkände även att de hade ekonomiska förväntningar på att vara medlem i de kriminella gängen.
Dessa förväntningar och förhoppningar var sällan uppfyllda. De före detta gängmedlemmarna berättade om svårigheterna de fick stå inför när de bestämde sig för att bli en del av gänget, men även konsekvenserna när de lämnade det. Hoppet om samhörighet blev aldrig uppfyllt för någon av deltagarna, istället beskrivs deras dåtida medlemmar som själviska och att de intervjuade ofta kände sig utnyttjade. Samhällets bild av dem själva förändrades också, många kände att deras förutsättningar att lyckas i samhället försämrades markant även efter att de bestämt sig för att lämna den kriminella livsstilen. Några av dem fick även utstå hotbilder från sina tidigare gäng, vilket resulterade i att de fick lämna sina familjer och flytta till skyddade platser. Trots att alla i intervjun höll med om att gängen bidrog till det sämre, var de inte helt övertygade om att det enbart var negativt. Några av dem säger att de uppskattade den fria tillgången till drogerna, och trots känslan av att bli utnyttjad uppvägdes den av tryggheten från alla nya vänner de införskaffade sig.

## Utvecklingen av stöd till avhoppare
Det var tydligt att antalet gängmedlemmar ökade, men med det ökade även antalet som valde att hoppa av, avhoppare. Därför uppkom ett regeringsuppdrag till myndigheterna. Enligt regeringsbeslut Ju/2021/03348 fick  Polismyndigheten, Kriminalvården, Statens institutionsstyrelse (SiS) och Socialstyrelsen i uppdrag att stärka och utveckla arbetet gällande det stöd som ska finnas för nya och gamla avhoppare. Syftet var och är att skapa långsiktigt hållbara förutsättningar för att fler individer ska få tillgång till stöd. Dessutom fick Polismyndigheten ansvaret för samordningen av uppdraget den 1 oktober 2022.
Det fanns ett antal förutsättningar som måste uppfyllas för att individen skulle få ta del av avhopparverksamheten. Ett villkor var att det måste finnas en hotbild, alltså att den kriminella miljö som personen i fråga ska lämna, skulle bestå av någon form av våldskapital och därmed även en hotbild, sedan tidigare eller i samband med avhoppet. Denna hotbild bedömdes av olika organisationer, beroende på i vilken stad  man uppsöker verksamheten. I till exempel Stockholm var det polisens avdelning för brottsoffer- och personsäkerhetsverksamhet som gjorde hotbildsbedömningen. Om polisen kunde bekräfta att det fanns en hotbild, då blev ärendet prioriterat. Sedan ställdes det krav på avhopparen, han eller hon skulle ha en långsiktig och hög motivation för att helt ta avstånd från det kriminella livet och vara inställd på att lära sig leva ett vanligt liv med jobb, skola samt ett nytt socialt liv. De insatser som fanns gällande detta regeringsuppdrag hoppas vara återfallsförebyggande för individen, men även brottsförebyggande för samhället. Arbetet var komplext. Kommunernas socialtjänst och polisen behövde ha ett tätt samarbete, och ibland behövde även socialtjänsten samarbeta med de andra myndigheterna som är nämnda ovan.

## Hur avhopparverksamheten arbetar
I en forskningsrapport skriven av Anna Hedlund intervjuade författaren personer på olika avhopparverksamheter i Sverige. I rapporten berättade intervjupersonerna hur de jobbade, vad de erbjöd till avhopparen samt vad som krävdes av avhopparen i fråga. Det framkommer att motivation från individen är ett krav för att få ta del av stödet. Det är enskilda handläggare på avhopparverksamheterna som bedömde om en person ansågs vara tillräckligt motiverad eller inte, men frågan om just motivation diskuteras flera gånger under intervjuerna. En av intervjupersonerna berättar exempelvis att det kan vara svårt att bedöma om avhopparen är tillräckligt motiverad eller inte och att sådana bedömningar aldrig kan bli "helt hundraprocentiga". I studien av Christoffersen berättade samtliga avhoppare att de inte var helt säkra på att gängen inte bidrog med något positivt i deras liv.
Om motivationsbedömningen bedöms som positiv beskrev intervjupersonerna vikten i att agera snabbt, eftersom beslutet att lämna ett kriminellt liv och genomgå en livsstilsförändring ofta togs under dramatiska, och ibland traumatiska förhållanden. Dessutom berättas det om att första mötet med avhopparen är det absolut viktigaste och avgörande. Individerna som sökte stöd var ofta rädda och osäkra, för många var det möjligtvis första gången de delade med sig av sitt mående, sina erfarenheter och sin situation. Efter de första mötena skapas en individuell handlingsplan, en så kallad vårdplan. Hedlund berättar att behandlingsområdena ofta innefattar missbruk, psykisk ohälsa, socialt nätverk, familj och umgänge, sysselsättning och försörjning.
I studien av Christoffersen framgick att avhopparverksamhetens behandlingsområden går hand i hand med det som de kriminella i studien angav var anledningar till att de gick med i gängen från första början. Man försökte alltså fokusera på de önskemål och förväntningar avhopparna hade i samband med gängen, och få dem att uppnå dessa på annat sätt. I den handlingsplan som gjordes, ingicks även en överenskommelse mellan avhopparen och myndigheterna om både kortsiktiga och långsiktiga insatser. Målet med alla insatser var att individen skulle skaffa sig en egen försörjning, bli en del av samhället samt leva ett självständigt icke-kriminellt liv. Insatserna utfördes oftast inte av avhopparverksamheten själva, utan av externa aktörer, som vårdbolag eller särskilda avhopparföretag.
Eftersom vårdplanen anpassades på individnivå, var det svårt att säga exakt vilka insatser som gjordes. Detta bedömdes efter individens enskilda situation. I majoriteten av fallen ingick det att bryta isolering, påbörja socialisering och stabilisera ett permanent boende. För många blev det även mycket fokus på att ta sig ur missbruk och bearbeta trauman. När detta ska behandlas blir individen ofta hänvisad till sjukvården samt psykiatrin, vilket är några exempel på de externa aktörer som kunde vara inblandade. Det kunde också vara mindre insatser som föreslås. Det kan handla om borttagning av gängtatueringar, att fira jul och födelsedagar samt få hjälp med inköp av möbler och kläder. Detta ansågs kunna göra skillnad.
En annan viktig faktor som tas upp av en intervjuperson i forskningsrapporten var hur betydelsefullt det var att personalen på avhopparverksamheten var medveten och har kunskap om vilken målgrupp de riktar sig till. Intervjupersonen berättade om hur komplex målgrupp de faktiskt jobbar med, då de både var förövare och brottsoffer, samt hade en hotbild. Andra målgrupper inom socialtjänsten som har skyddsbehov var ofta ganska välfungerande i samhället, men avhopparen behövde ett stort stöd, och ett stort skydd men de är inte självgående. Istället behövde de ofta läras om, komma in i samhället och bli integrerade, då de har levt i ett parallellt samhälle.

## Avhopparverksamhetens påverkan
Avhopparverksamhet var en verksamhet med en stor komplexitet och som krävde ett tätt samarbete med olika myndigheter och organisationer. Detta var kostnadskrävande.  Dagens Samhälle rapporterade i maj 2023 att under året innan beviljade Polismyndigheten, som hanterar utbetalningarna, 113 ansökningar och betalade ut 58 miljoner statliga pengar till de olika avhopparverksamheterna i Sveriges kommuner.
Avhopparverksamheten har varit ifrågasatt. I mars 2023 publicerade tidningen Svensk Polis en artikel om en avhoppare som avslutade sitt program våren 2023, har tre jobb, en affärsidé han gärna utvecklar, samt en ny gudstro. Detta påstod avhopparen själv var tack vare avhopparverksamheten och det stöd han fått från myndigheterna. Det mest hjälpsamma, som denna person antyder, var att få prata ut med någon. Dessutom var det viktigt med de praktiska tipsen och de olika rekommendationerna han fick på hur man ska uppnå en "vanlig" livsstil. Avhopparen återkom ofta till vikten av att få samtala, inte bara med en psykolog, utan även med någon han litade på inom verksamheten. Detta har, enligt avhopparen själv, räddat livet på honom samt gett honom en helt ny bild av hur man kan välja levnadssätt.

## Kritik mot den här typen av verksamhet
Statistiken visar på att antalet gängmedlemmar har tredubblats under de senaste två åren, det är tydligt att antalet som valde att gå med i gängen var betydligt fler än de som valde att gå ur dem. I och med detta kom även kritik gentemot avhopparverksamheten.
I Socialtjänstpodden berättade Jörgen Larsson, före detta polis och då forsknings- och utvecklingsledare på FoU Nordväst, bland annat om hur socialtjänsten bör förbättra sitt arbete inom avhopparverksamheten. Han tog  upp, precis som intervjupersonen i forskningsrapporten, vikten av att ha kunskap om den målgrupp man arbetar med. Larsson ansåg att socialtjänsten saknar denna kunskap. Han berättade att unga kriminella inte var något nytt för socialtjänsten, men att det då handlade det om individer som hade så pass skeva normer och värderingar, att det behövdes ett helt annat tankesätt för att nå målgruppen. Socialtjänsten behövde vara medveten om att kriminaliteten, tankemönstrena, värderingarna och normerna har stor inverkan på avhopparen, annars kommer man aldrig nå fram till personen. Larsson ansåg att den här kunskapen fanns hos Kriminalvården, som är en aktör i samarbetet kring avhopparverksamheten, precis som socialtjänsten. Larsson ansåg att samarbetet behövde bli bättre mellan de olika aktörerna så att kunskapen om målgruppen kan spridas vidare, speciellt till socialtjänsten, som hade den närmsta och första kontakten med avhopparen.
Det finns många fall där socialtjänstens  handlingsplan för individerna inte fungerat. Aftonbladet rapporterade i mitten av 2023 om en man som försökt lämna gängkriminaliteten med hjälp av avhopparverksamheten, men som blev skjuten av sina tidigare gängmedlemmar, efter att stödet från socialtjänsten inte fungerat för honom. Kritiker menade att avhopparverksamheten innebar mycket isolering, och att den här målgruppen inte klarade det. De behövde ett stöd genom processen, en coach som fyllde dagarna med något som kändes meningsfullt. Det hade socialtjänsten verkställt om de hade haft en djupare förståelse för målgruppen, men den kunskapen saknades, menade kritikerna.